# 反腐败基金会
反腐败基金会（羅馬化：Fond borʼby s korruptsiyey）是2011年于俄罗斯莫斯科由政治活动家阿列克谢·纳瓦利内建立的一个非营利组织，宗旨是调查并揭露俄罗斯政府高官的腐败活动。反腐败基金会拍摄了一些揭露腐败的纪录片，后遭到俄罗斯政府的打压。
2021年4月26日，在檢察官向法院提請把納瓦爾尼的團體列為極端主義組織後，莫斯科市法院下令反腐敗基金會的所有地方行動團體停止活動。2021年6月9日，反腐敗基金會被法院判定為極端主義組織，並遭到即時取締。